# Harry Standjofski

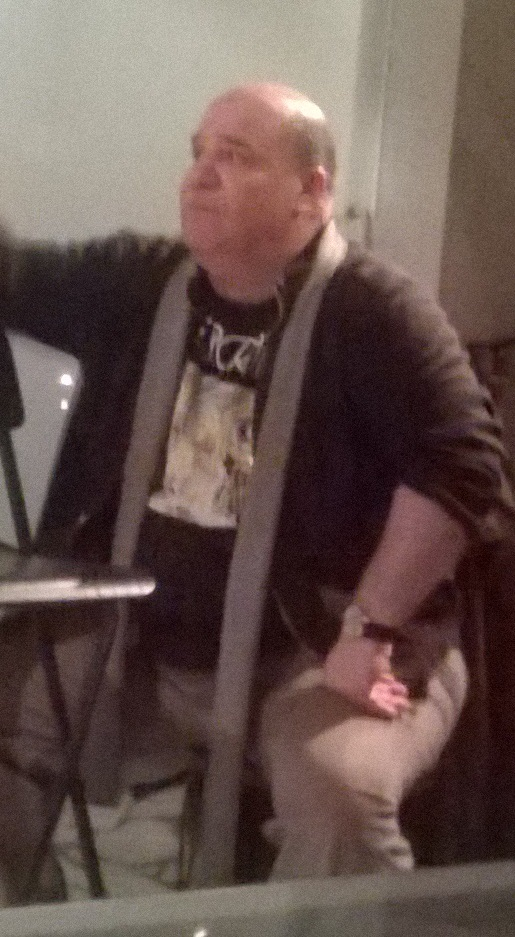
Harry Standjofski bei einem Theaterauftritt (2019)

Harry Standjofski (* 22. Mai 1959 in Montreal, Québec; † 18. Juli 2025 ebenda) war ein kanadischer Schauspieler, Synchronsprecher, Dramatiker und Theaterregisseur.

## Leben
Harry Standjofski studierte bis 1982 an der Concordia University und wurde 1986 playwright-in-residence am Centaur Theatre in Montreal. Seine Dramen No Cycle (1987) und Anton (1991) wurden 1992 von NuAge in 1992 unter dem Titel Urban Myths veröffentlicht. Als Theaterregisseur inszenierte er Stücke am Centaur Theatre, Piggery Theatre und dem National Arts Centre. Er war Mitbegründer und Co-Artistic Director des Montrealer POV Theatre.
Seit 1982 war Standjofski als Schauspieler und Sprecher bei Zeichentrickproduktionen aktiv. Daneben war Standjofski auch als Sprecher für diverse Computerspielproduktionen wie Jagged Alliance 2, Tom Clancy’s Splinter Cell, Still Life, Prince of Persia: The Two Thrones und mehrere Spielen aus der Serie Assassin’s Creed tätig. Gelegentlich trat er auch als Motion Capture Performer für Videosequenzen in Spielen auf.
Standjofski unterrichtete seit dem Jahr 1986 Schauspiel, Drehbuchschreiben und Drehbuchanalyse an der Concordia University.
Im Jahr 2000 erhielt er den MECCA Best Actor Award in Montreal für seine Leistung im Stück Reading Hebron.

## Filmografie (Auswahl)
Schauspieler/Sprecher
- 1987: The Guaranteed Way to Pickup Single Women
- 1987: Asphalt Kid (Wild Thing)
- 1987: Ford: The Man and the Machine (Fernsehfilm)
- 1987: First Offender (Fernsehfilm)
- 1988: Malarek
- 1989: Red Earth, White Earth (Fernsehfilm)
- 1989: Die Bombe (Day One, Fernsehfilm)
- 1989: Der Henker muß warten (Dead Man Out, Fernsehfilm)
- 1990: Familiensache (Falling Over Backwards)
- 1990: Moody Beach
- 1991: Urban Angel (Fernsehserie, 1 Episode)
- 1991–1992: Young Robin Hood (Fernsehserie, 26 Episoden)
- 1993: Liebe und andere Grausamkeiten (Love and Human Remains)
- 1993: Marys Nachbar (The Neighbor)
- 1993: Vendetta II: The New Mafia (Fernsehfilm)
- 1994: Mrs. Parker und ihr lasterhafter Kreis (Mrs. Parker and the Vicious Circle)
- 1994: Warriors
- 1994: Die Tochter des Maharadschas (The Maharaja's Daughter, Fernsehserie, 3 Episoden)
- 1995: Die falsche Mörderin (The Wrong Woman)
- 1995: Hiroshima (Fernsehfilm)
- 1998: The Sleep Room
- 1999: Bonanno: A Godfather’s Story (Fernsehfilm)
- 1999: P.T. Barnum (Fernsehfilm)
- 1999: Ripley’s Believe It or Not! (Fernsehserie, 20 Episoden, Sprechrolle)
- 1999: MambelBambel (Mumble Bumble, Fernsehserie, 51 Episoden, Sprechrolle)
- 1999–2001: Riesenärger mit Ralf (Rotten Ralph, Fernsehserie, 41 Episoden, Sprechrolle)
- 2000: Stardom
- 2000: Artificial Lies – Im Netz der Lügen (Artificial Lies)
- 2000: Café Olé
- 2000: Arthur’s Perfect Christmas (Fernsehfilm, Sprechrolle)
- 2001: Mistakes – Tödliche Fehler (Cause of Death)
- 2001: Concept of Fear (Hidden Agenda)
- 2001: Protection – Hetzjagd durch die Nacht (Protection)
- 2002: Just a Walk in the Park (Fernsehfilm)
- 2003: Die Schweinebande (Pig City, Fernsehserie, 13 Episoden, Sprechrolle)
- 2004: Ein Engel in der Stadt (Fernsehfilm)
- 2004: Aviator (The Aviator)
- 2004–2005: The Tofus (Fernsehserie, 26 Episoden, Sprechrolle)
- 2004–2007: Tripping the Rift (Fernsehserie, 17 Episoden, Sprechrolle)
- 2005: Verbrechen aus Leidenschaft (Crimes of Passion, Fernsehfilm)
- 2005: Tupu – Das wilde Mädchen aus dem Central Park (Tupu, Fernsehserie, 12 Episoden, Sprechrolle)
- 2005: Guy X
- 2005: Tripping the Wire: A Stephen Tree Mystery (Fernsehfilm)
- 2005–2014: Yakari (Fernsehserie, 26 Episoden, Sprechrolle)
- 2006: Dragon Hunters – Die Drachenjäger (Chasseurs de dragons, Fernsehserie, 25 Episoden, Sprechrolle)
- 2009: Assassin’s Creed: Lineage (Kurzfilm-Serie)
- 2009: Durham County – Im Rausch der Gewalt (Durham County, Fernsehserie, 3 Episoden)
- 2010: Barney’s Version
- 2012: Die Abenteuer des Pinocchio (Pinocchio, Sprechrolle)
- 2013: Die Legende von Sarila (The Legend of Sarila)
- 2013: Die Karte meiner Träume (The Young and Prodigious T.S. Spivet)
- 2014: X-Men: Zukunft ist Vergangenheit (X-Men: Days of Future Past)
- 2015: The Walk
- 2016: Brace for Impact (Fernsehfilm)
- 2016: L’Imposteur (Fernsehserie, 5 Episoden)
- 2019: Playmobil – Der Film (Playmobil: The Movie)
- 2020: Most Wanted (Target Number One)
- 2022: Pieces of a Woman
- 2020–2022: Alice in Borderland (Fernsehserie, 9 Episoden)
- 2022: Moonfall
- 2023: Beau Is Afraid

## Ludografie (Auswahl)
Computerspiel-Sprecher
- 1999: Jagged Alliance 2
- 2001: Wizardry 8: Destination Dominus
- 2002: Evolution Worlds
- 2003: Tom Clancy’s Splinter Cell
- 2003: S2: Silent Storm
- 2004: Tom Clancy’s Rainbow Six 3: Black Arrow
- 2005: Tom Clancy’s Splinter Cell: Chaos Theory
- 2005: Still Life
- 2005: Prince of Persia: The Two Thrones
- 2006: Open Season
- 2007: Rocky Balboa
- 2007: Naruto: Rise of a Ninja
- 2007: Assassin’s Creed
- 2010: Prince of Persia: The Forgotten Sands
- 2011: Deus Ex: Human Revolution
- 2012: Assassin’s Creed III
- 2013: Impire
- 2013: Outlast
- 2013: Assassin’s Creed IV: Black Flag
- 2014: Thief
- 2014: Outlast: Whistleblower
- 2014: Assassin’s Creed Unity
- 2014: Assassin’s Creed Rogue
- 2015: Assassin’s Creed Syndicate
- 2016: Deus Ex: Mankind Divided
- 2017: Deus Ex: Breach
- 2017: Deus Ex: Mankind Divided – A Criminal Past
- 2018: Assassin’s Creed Odyssey
- 2021: Marvel Guardians of the Galaxy